# DN51
DN51 este un drum național din România, aflat în întregime în județul Teleorman, și care leagă orașul Zimnicea de reședința de județ Alexandria.